# HD 21749
HD 21749 (HIP 16069, 2MASS J03265922-6329569) – pomarańczowy karzeł o masie około 0,68 masa Słońca w konstelacji Sieci, znajduje się w odległości 53 ly (16,25 pc) od Ziemi. 7 stycznia 2019 r. ogłoszono, że gwiazda ma dwie egzoplanety: prawdopodobnie skalistą, gorącą egzoplanetę o wielkości mniejszej od Neptuna, o nazwie HD 21749b; oraz egzoplanetę mniejszą od Ziemi, wstępnie nazwaną HD 21749c (alias TOI-186.02 ). Te egzoplanety zostały odkryte przez Transiting Exoplanet Survey Satellite (TESS).

## Charakterystyka gwiezdna
HD 21749 jest gwiazdą o masie w przybliżeniu 68% masy Słońca i promieniu wynoszącym 76% promienia Słońca. Temperatura jej powierzchni wynosi 4571 K. Dla porównania, Słońce ma temperaturę powierzchni 5778 K.
Obserwowana jasność gwiazdy wynosi 8,143.

## Układ planetarny
Odkryto dwie planety, krążące wokół HD 21749. Są nimi:
- HD 21749b, potwierdzona gorąca egzoplaneta o rozmiarach Neptuna, być może skalista;
- HD 21749c, egzoplaneta o wielkości poniżej Ziemi.

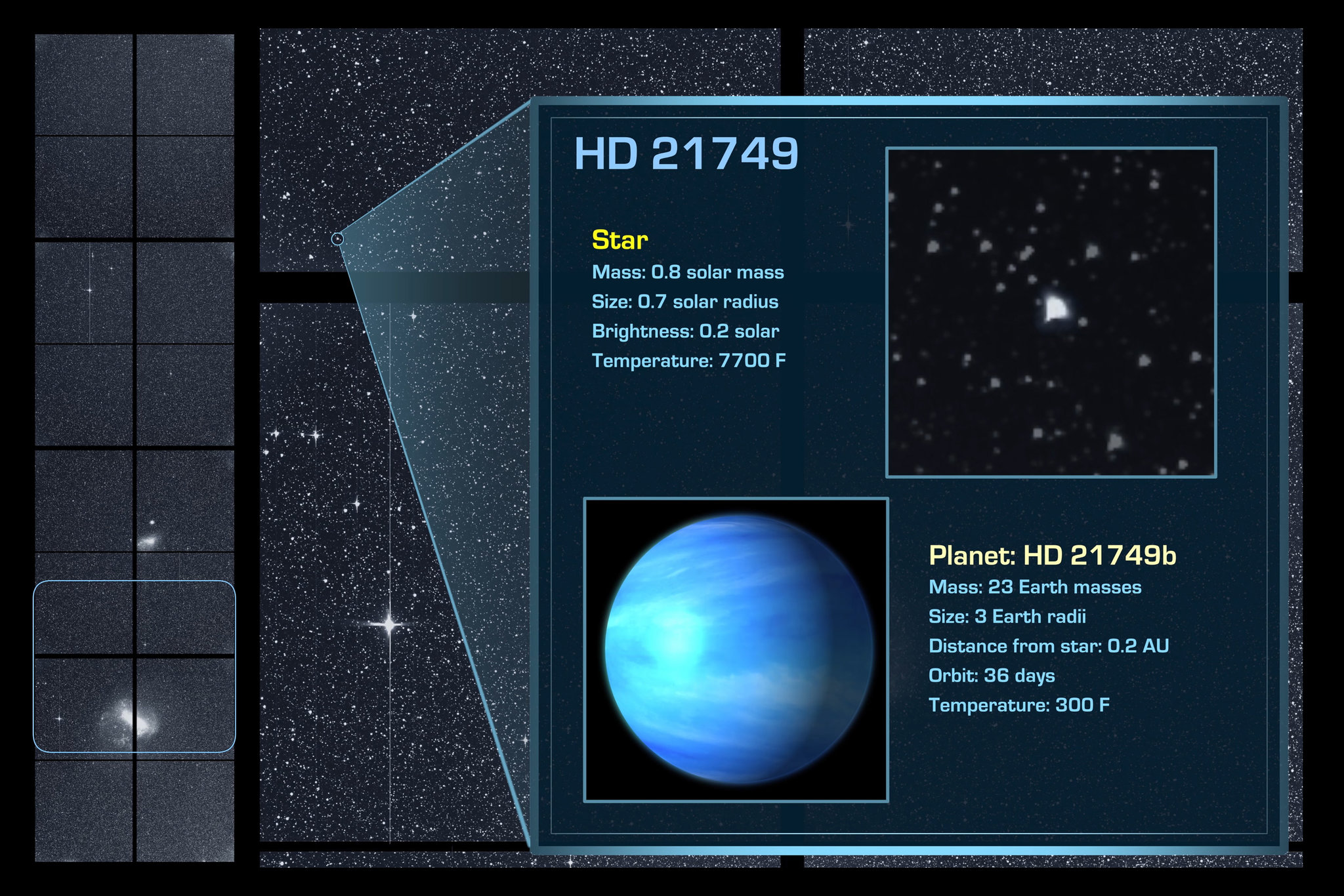
Gwiazda HD 21749 i potwierdzona egzoplaneta HD 21749b